# Самоутримний ізольований провід
Самоутримний ізольований провід (СІП) — тип проводу, що призначений для передавання та розподілу електричної енергії в повітряних, силових та освітлювальних мережах напругою до 1кВ частотою 50Гц.

## Опис
Дріт являє собою скручені в джгут алюмінієві ізольовані жили однакового перерізу. Електроізоляція жил виконана з світлостабілізованого поліетилену високого тиску чорного кольору, стійкого до впливу ультрафіолетового випромінювання.

## Галузь застосування
Дріт марки СІП призначено для передавання і розподілу електричної енергії в силових і освітлювальних мережах на змінну напругу до 0,6 / 1,0 кВ. Застосовується для виконання відгалужень від повітряних ліній електропередачі до введення, для прокладки по стінах будівель і споруд.

## Будова
Конструкція:
- 1 — струмопровідна жила: скручена з алюмінієвих дротів, ущільнена;
- 2 — ізоляція: поліетилен світлостабілізований, стійкий до ультрафіолетового опромінювання, стійкий до впливу озону;
- 3 — сталевий трос для збільшення тримальних властивостей дроту;
- 4 — наявність великої кількості пристосувань для зручності прокладання (електричне з'єднання, натяг, кріплення).

## Технічні характеристики
- Номінальна напруга СІП-1, СІП-2, СІП-4: 0,66/1 кВ; СІП-3: до 20 кВ[2]
- Температура експлуатації: −50 ÷ +50°С;
- Монтаж при температурі: не нижче −20°С
- Строк служби для кабелю: не менше 45 років
- Гарантійний строк експлуатації: 5 років

## Марки
- СІПТ-1(СІП-1) — всі жили, за винятком нульової тримальної жили, мають ізоляційне покриття із термопластичного світлостабілізованого поліетилену.
- СІПТ-2 (СІП-1А) — всі жили, в тому числі нульова тримальна жила ізольовані.
- СІП-2 — жили, за винятком нульової тримальної жили, мають ізоляційне покриття із шитого світлостабілізованого поліетилену (поліетилен з поперечними молекулярними зв'язками).
- СІП-2А — всі жили, в тому числі нульова тримальна жила, мають ізоляційне покриття із зшитого світлостабілізованого поліетилену (поліетилен з поперечними молекулярними зв'язками).
- СІП-3 — одножильний провід, в якому струмопровідна жила виконана із ущільненого сплаву або ущільненої сталеалюмінієвої конструкції з дротинок і має ізоляційне покриття із зшитого світлостабілізованого поліетилену.
- СІП-4 — всі жили мають ізоляційне покриття із термопластичного світлостабілізованого поліетилену (окрема тримальна жила відсутня).
- СІП-5 — всі жили мають ізоляційне покриття із зшитого світлостабілізованого поліетилену (поліетилен з поперечними молекулярними зв'язками). Провід може складатись із 2-х і більше жил. В конструкції проводу СІП 5 окрема тримальна жила відсутня.